# D.I.C.E. Award de Jogo do Ano
D.I.C.E. Award de Jogo do Ano (do original em inglês, D.I.C.E. Award for Game of the Year, anteriormente chamado Interactive Achievement Award for Interactive Title of the Year) é um dos prêmios oferecidos anualmente durante o D.I.C.E. Awards apresentados pela Academia de Artes e Ciências Interativas (AIAS) desde a criação da premiação em 1998. É a principal categoria da cerimônia, e é oferecido aos jogos eletrônicos que melhor utilizem suas ferramentas para entreter seus usuários, independente de sua plataforma ou mecanismo cujo esteja disponível.
O atual vencedor desta categoria é Baldur's Gate III (2023), desenvolvido e publicado pela Larian Studios.

## Contexto
Quando o Interactive Achievement Awards (hoje chamado D.I.C.E. Awards) iniciou em 1998, a categoria de Jogo do Ano foi inserida como a principal e mais difícil de ser obtida, com seu nome na época se chamando Interactive Title of the Year (ITOTY). O prêmio foi dado a GoldenEye 007 da Rare e Nintendo pela primeira vez, e já no ano seguinte teve sua renomeação para o atual Game of the Year.
Pelo fato do prêmio ser decidido por pares e votados pelos membros da Academia de Artes e Ciências Interativas (AIAS), o peso de vencer na categoria D.I.C.E. Award for Game of the Year sempre foi colocado como o mais procurado, respeitado e de verossímil reconhecimento para criadores de entretenimento interativo, com o prêmio possuindo o mesmo valor e prestígio que o Oscar de melhor filme e Grammy Award para álbum do ano.

## Indicados e vencedores
Os vencedores são listados em negrito e destacados em amarelo:

### Década de 1990
| Ano        | Jogo                                 | Desenvolvedora(s)                   | Publicadora                 | Ref.  |
| ---------- | ------------------------------------ | ----------------------------------- | --------------------------- | ----- |
| 1997 (1st) | GoldenEye 007                        | Rare                                | Nintendo                    | [ 2 ] |
| 1997 (1st) | Age of Empires                       | Ensemble Studios                    | Microsoft Games             | [ 2 ] |
| 1997 (1st) | Blade Runner                         | Westwood Studios                    | Virgin Interactive          | [ 2 ] |
| 1997 (1st) | Final Fantasy VII                    | Squaresoft                          | Sony Computer Entertainment | [ 2 ] |
| 1997 (1st) | PaRappa the Rapper                   | NanaOn-Sha                          | Sony Computer Entertainment | [ 2 ] |
| 1998 (2nd) | The Legend of Zelda: Ocarina of Time | Nintendo EAD                        | Nintendo                    | [ 3 ] |
| 1998 (2nd) | Banjo-Kazooie                        | Rare                                | Nintendo                    | [ 3 ] |
| 1998 (2nd) | Grim Fandango                        | LucasArts                           | LucasArts                   | [ 3 ] |
| 1998 (2nd) | Half-Life                            | Valve                               | Sierra                      | [ 3 ] |
| 1998 (2nd) | Metal Gear Solid                     | Konami Computer Entertainment Japan | Konami                      | [ 3 ] |
| 1998 (2nd) | Sid Meier's Alpha Centauri           | Firaxis Games                       | Electronic Arts             | [ 3 ] |
| 1998 (2nd) | Star Wars: Rogue Squadron            | Factor 5, LucasArts                 | LucasArts                   | [ 3 ] |
| 1999 (3rd) | The Sims                             | Maxis                               | Electronic Arts             | [ 4 ] |
| 1999 (3rd) | Age of Empires II: The Age of Kings  | Ensemble Studios                    | Microsoft Games             | [ 4 ] |
| 1999 (3rd) | Donkey Kong 64                       | Rare                                | Nintendo                    | [ 4 ] |
| 1999 (3rd) | Pokémon Yellow                       | Game Freak                          | Nintendo                    | [ 4 ] |
| 1999 (3rd) | Soulcalibur                          | Project Soul                        | Namco                       | [ 4 ] |
| 1999 (3rd) | Unreal Tournament                    | Epic Games                          | GT Interactive              | [ 4 ] |

Legenda
A 1.ª coluna é baseada no ciclo de premiação do ano civil anterior à data da cerimônia de premiação; por exemplo, todos os prêmios dados para "1997" foram entregues aos vencedores em uma cerimônia de 1998.

### Década de 2000
| Ano         | Jogo                                     | Desenvolvedora(s)              | Publicadora                                  | Ref.          |
| ----------- | ---------------------------------------- | ------------------------------ | -------------------------------------------- | ------------- |
| 2000 (4th)  | Diablo II                                | Blizzard North                 | Blizzard Entertainment                       | [ 5 ]         |
| 2000 (4th)  | Age of Empires II: The Conquerors        | Ensemble Studios               | Microsoft Games                              | [ 5 ]         |
| 2000 (4th)  | Asheron's Call                           | Turbine Entertainment Software | Microsoft Games                              | [ 5 ]         |
| 2000 (4th)  | Baldur's Gate II: Shadows of Amn         | BioWare                        | Interplay Entertainment                      | [ 5 ]         |
| 2000 (4th)  | Banjo-Tooie                              | Rare                           | Nintendo                                     | [ 5 ]         |
| 2000 (4th)  | Chrono Cross                             | Squaresoft                     | Square Electronic Arts                       | [ 5 ]         |
| 2000 (4th)  | Command & Conquer: Red Alert 2           | Westwood Pacific               | Electronic Arts                              | [ 5 ]         |
| 2000 (4th)  | Deus Ex                                  | Ion Storm                      | Eidos Interactive                            | [ 5 ]         |
| 2001 (5th)  | Halo: Combat Evolved                     | Bungie                         | Microsoft Game Studios                       | [ 6 ] [ 7 ]   |
| 2001 (5th)  | Black & White                            | Lionhead Studios               | Electronic Arts                              | [ 6 ] [ 7 ]   |
| 2001 (5th)  | ICO                                      | SCE Japan Studio               | Sony Computer Entertainment                  | [ 6 ] [ 7 ]   |
| 2001 (5th)  | Sid Meier's Civilization III             | Firaxis Games                  | Infogrames                                   | [ 6 ] [ 7 ]   |
| 2002 (6th)  | Battlefield 1942                         | DICE                           | Electronic Arts                              | [ 8 ] [ 9 ]   |
| 2002 (6th)  | Animal Crossing                          | Nintendo EAD                   | Nintendo                                     | [ 8 ] [ 9 ]   |
| 2002 (6th)  | Grand Theft Auto: Vice City              | Rockstar North                 | Rockstar Games                               | [ 8 ] [ 9 ]   |
| 2002 (6th)  | Metroid Prime                            | Retro Studios                  | Nintendo                                     | [ 8 ] [ 9 ]   |
| 2002 (6th)  | Ratchet & Clank                          | Insomniac Games                | Sony Computer Entertainment                  | [ 8 ] [ 9 ]   |
| 2003 (7th)  | Call of Duty                             | Infinity Ward                  | Activision                                   | [ 10 ] [ 11 ] |
| 2003 (7th)  | Command & Conquer: Generals              | EA Los Angeles                 | Electronic Arts                              | [ 10 ] [ 11 ] |
| 2003 (7th)  | Max Payne 2: The Fall of Max Payne       | Remedy Entertainment           | Rockstar Games                               | [ 10 ] [ 11 ] |
| 2003 (7th)  | Prince of Persia: The Sands of Time      | Ubisoft Montreal               | Ubisoft                                      | [ 10 ] [ 11 ] |
| 2003 (7th)  | Ratchet & Clank: Going Commando          | Insomniac Games                | Sony Computer Entertainment                  | [ 10 ] [ 11 ] |
| 2004 (8th)  | Half-Life 2                              | Valve                          | Vivendi Universal Games                      | [ 12 ]        |
| 2004 (8th)  | Grand Theft Auto: San Andreas            | Rockstar North                 | Rockstar Games                               | [ 12 ]        |
| 2004 (8th)  | Halo 2                                   | Bungie                         | Microsoft Game Studios                       | [ 12 ]        |
| 2004 (8th)  | Katamari Damacy                          | Namco                          | Namco                                        | [ 12 ]        |
| 2004 (8th)  | World of Warcraft                        | Blizzard Entertainment         | Vivendi Universal Games                      | [ 12 ]        |
| 2005 (9th)  | God of War                               | Santa Monica Studio            | Sony Computer Entertainment                  | [ 13 ] [ 14 ] |
| 2005 (9th)  | Call of Duty 2                           | Infinity Ward                  | Activision                                   | [ 13 ] [ 14 ] |
| 2005 (9th)  | Guitar Hero                              | Harmonix Music Systems         | RedOctane                                    | [ 13 ] [ 14 ] |
| 2005 (9th)  | Nintendogs                               | Nintendo EAD                   | Nintendo                                     | [ 13 ] [ 14 ] |
| 2005 (9th)  | Shadow of the Colossus                   | SCE Japan Studio               | Sony Computer Entertainment                  | [ 13 ] [ 14 ] |
| 2006 (10th) | Gears of War                             | Epic Games                     | Microsoft Game Studios                       | [ 15 ] [ 16 ] |
| 2006 (10th) | The Elder Scrolls IV: Oblivion           | Bethesda Game Studios          | 2K Games                                     | [ 15 ] [ 16 ] |
| 2006 (10th) | Guitar Hero II                           | Harmonix Music Systems         | RedOctane                                    | [ 15 ] [ 16 ] |
| 2006 (10th) | The Legend of Zelda: Twilight Princess   | Nintendo EAD                   | Nintendo                                     | [ 15 ] [ 16 ] |
| 2006 (10th) | Wii Sports                               | Nintendo EAD                   | Nintendo                                     | [ 15 ] [ 16 ] |
| 2007 (11th) | Call of Duty 4: Modern Warfare           | Infinity Ward                  | Activision                                   | [ 17 ] [ 18 ] |
| 2007 (11th) | BioShock                                 | 2K Boston e 2K Australia       | 2K Games                                     | [ 17 ] [ 18 ] |
| 2007 (11th) | The Orange Box                           | Valve                          | Electronic Arts                              | [ 17 ] [ 18 ] |
| 2007 (11th) | Rock Band                                | Harmonix                       | MTV Games                                    | [ 17 ] [ 18 ] |
| 2007 (11th) | Super Mario Galaxy                       | Nintendo EAD                   | Nintendo                                     | [ 17 ] [ 18 ] |
| 2008 (12th) | LittleBigPlanet                          | Media Molecule                 | Sony Computer Entertainment                  | [ 19 ] [ 20 ] |
| 2008 (12th) | Fallout 3                                | Bethesda Game Studios          | Bethesda Softworks                           | [ 19 ] [ 20 ] |
| 2008 (12th) | Grand Theft Auto IV                      | Rockstar North                 | Rockstar Games                               | [ 19 ] [ 20 ] |
| 2008 (12th) | Left 4 Dead                              | Valve                          | Valve                                        | [ 19 ] [ 20 ] |
| 2008 (12th) | Metal Gear Solid 4: Guns of the Patriots | Kojima Productions             | Konami Digital Entertainment                 | [ 19 ] [ 20 ] |
| 2009 (13th) | Uncharted 2: Among Thieves               | Naughty Dog                    | Sony Computer Entertainment                  | [ 21 ] [ 22 ] |
| 2009 (13th) | Assassin's Creed II                      | Ubisoft Montreal               | Ubisoft                                      | [ 21 ] [ 22 ] |
| 2009 (13th) | Batman: Arkham Asylum                    | Rocksteady Studios             | Eidos Interactive e Warner Bros. Interactive | [ 21 ] [ 22 ] |
| 2009 (13th) | Call of Duty: Modern Warfare 2           | Infinity Ward                  | Activision                                   | [ 21 ] [ 22 ] |
| 2009 (13th) | Dragon Age: Origins                      | BioWare                        | Electronic Arts                              | [ 21 ] [ 22 ] |

Legenda
A 1.ª coluna é baseada no ciclo de premiação do ano civil anterior à data da cerimônia de premiação; por exemplo, todos os prêmios dados para "2000" foram entregues aos vencedores em uma cerimônia de 2001.

### Década de 2010
| Ano         | Jogo                                       | Desenvolvedora(s)     | Publicadora                         | Ref.          |
| ----------- | ------------------------------------------ | --------------------- | ----------------------------------- | ------------- |
| 2010 (14th) | Mass Effect 2                              | BioWare               | Electronic Arts                     | [ 23 ] [ 24 ] |
| 2010 (14th) | Angry Birds HD                             | Rovio Entertainment   | Chillingo                           | [ 23 ] [ 24 ] |
| 2010 (14th) | Call of Duty: Black Ops                    | Treyarch              | Activision                          | [ 23 ] [ 24 ] |
| 2010 (14th) | God of War III                             | Santa Monica Studio   | Sony Computer Entertainment         | [ 23 ] [ 24 ] |
| 2010 (14th) | Red Dead Redemption                        | Rockstar San Diego    | Rockstar Games                      | [ 23 ] [ 24 ] |
| 2011 (15th) | The Elder Scrolls V: Skyrim                | Bethesda Game Studios | Bethesda Softworks                  | [ 25 ] [ 26 ] |
| 2011 (15th) | Batman: Arkham City                        | Rocksteady Studios    | Warner Bros. Interactive            | [ 25 ] [ 26 ] |
| 2011 (15th) | Portal 2                                   | Valve                 | Valve                               | [ 25 ] [ 26 ] |
| 2011 (15th) | The Legend of Zelda: Skyward Sword         | Nintendo EAD          | Nintendo                            | [ 25 ] [ 26 ] |
| 2011 (15th) | Uncharted 3: Drake's Deception             | Naughty Dog           | Sony Computer Entertainment         | [ 25 ] [ 26 ] |
| 2012 (16th) | Journey                                    | Thatgamecompany       | Sony Computer Entertainment         | [ 27 ] [ 28 ] |
| 2012 (16th) | Borderlands 2                              | Gearbox Software      | 2K Games                            | [ 27 ] [ 28 ] |
| 2012 (16th) | Far Cry 3                                  | Ubisoft Montreal      | Ubisoft                             | [ 27 ] [ 28 ] |
| 2012 (16th) | The Walking Dead                           | Telltale Games        | Telltale Games                      | [ 27 ] [ 28 ] |
| 2012 (16th) | XCOM: Enemy Unknown                        | Firaxis Games         | 2K Games                            | [ 27 ] [ 28 ] |
| 2013 (17th) | The Last of Us                             | Naughty Dog           | Sony Computer Entertainment         | [ 29 ] [ 30 ] |
| 2013 (17th) | Assassin's Creed IV: Black Flag            | Ubisoft Montreal      | Ubisoft                             | [ 29 ] [ 30 ] |
| 2013 (17th) | BioShock Infinite                          | Irrational Games      | 2K Games                            | [ 29 ] [ 30 ] |
| 2013 (17th) | Grand Theft Auto V                         | Rockstar North        | Rockstar Games                      | [ 29 ] [ 30 ] |
| 2013 (17th) | The Legend of Zelda: A Link Between Worlds | Nintendo EAD          | Nintendo                            | [ 29 ] [ 30 ] |
| 2014 (18th) | Dragon Age: Inquisition                    | BioWare               | Electronic Arts                     | [ 31 ] [ 32 ] |
| 2014 (18th) | Destiny                                    | Bungie                | Activision                          | [ 31 ] [ 32 ] |
| 2014 (18th) | Far Cry 4                                  | Ubisoft Montreal      | Ubisoft                             | [ 31 ] [ 32 ] |
| 2014 (18th) | Hearthstone: Heroes of Warcraft            | Blizzard Team 5       | Blizzard Entertainment              | [ 31 ] [ 32 ] |
| 2014 (18th) | Middle-earth: Shadow of Mordor             | Monolith Productions  | Warner Bros. Games                  | [ 31 ] [ 32 ] |
| 2015 (19th) | Fallout 4                                  | Bethesda Game Studios | Bethesda Softworks                  | [ 33 ] [ 34 ] |
| 2015 (19th) | Bloodborne                                 | FromSoftware          | Sony Computer Entertainment         | [ 33 ] [ 34 ] |
| 2015 (19th) | Ori and the Blind Forest                   | Moon Studios          | Microsoft Studios                   | [ 33 ] [ 34 ] |
| 2015 (19th) | Rise of the Tomb Raider                    | Crystal Dynamics      | Microsoft Studios, Square Enix      | [ 33 ] [ 34 ] |
| 2015 (19th) | The Witcher 3: Wild Hunt                   | CD Projekt RED        | CD Projekt RED                      | [ 33 ] [ 34 ] |
| 2016 (20th) | Overwatch                                  | Blizzard Team 4       | Blizzard Entertainment              | [ 35 ] [ 36 ] |
| 2016 (20th) | Battlefield 1                              | DICE                  | Electronic Arts                     | [ 35 ] [ 36 ] |
| 2016 (20th) | INSIDE                                     | Playdead              | Playdead                            | [ 35 ] [ 36 ] |
| 2016 (20th) | Pokémon Go                                 | Niantic               | The Pokémon Company                 | [ 35 ] [ 36 ] |
| 2016 (20th) | Uncharted 4: A Thief's End                 | Naughty Dog           | Sony Interactive Entertainment      | [ 35 ] [ 36 ] |
| 2017 (21st) | The Legend of Zelda: Breath of the Wild    | Nintendo EPD          | Nintendo                            | [ 37 ] [ 38 ] |
| 2017 (21st) | Cuphead                                    | Studio MDHR           | Studio MDHR                         | [ 37 ] [ 38 ] |
| 2017 (21st) | Horizon Zero Dawn                          | Guerrilla Games       | Sony Interactive Entertainment      | [ 37 ] [ 38 ] |
| 2017 (21st) | PlayerUnknown's Battlegrounds              | PUBG Corporation      | Microsoft Studios, PUBG Corporation | [ 37 ] [ 38 ] |
| 2017 (21st) | Super Mario Odyssey                        | Nintendo EPD          | Nintendo                            | [ 37 ] [ 38 ] |
| 2018 (22nd) | God of War                                 | Santa Monica Studio   | Sony Interactive Entertainment      | [ 39 ] [ 40 ] |
| 2018 (22nd) | Into the Breach                            | Subset Games          | Subset Games                        | [ 39 ] [ 40 ] |
| 2018 (22nd) | Marvel's Spider-Man                        | Insomniac Games       | Sony Interactive Entertainment      | [ 39 ] [ 40 ] |
| 2018 (22nd) | Red Dead Redemption 2                      | Rockstar Studios      | Rockstar Games                      | [ 39 ] [ 40 ] |
| 2018 (22nd) | Return of the Obra Dinn                    | Lucas Pope            | 3909 LLC                            | [ 39 ] [ 40 ] |
| 2019 (23rd) | Untitled Goose Game                        | House House           | Panic                               | [ 41 ] [ 42 ] |
| 2019 (23rd) | Control                                    | Remedy Entertainment  | 505 Games                           | [ 41 ] [ 42 ] |
| 2019 (23rd) | Death Stranding                            | Kojima Productions    | Sony Interactive Entertainment      | [ 41 ] [ 42 ] |
| 2019 (23rd) | Disco Elysium                              | ZA/UM                 | ZA/UM                               | [ 41 ] [ 42 ] |
| 2019 (23rd) | Outer Wilds                                | Mobius Digital        | Annapurna Interactive               | [ 41 ] [ 42 ] |

Legenda
A 1.ª coluna é baseada no ciclo de premiação do ano civil anterior à data da cerimônia de premiação; por exemplo, todos os prêmios dados para "2010" foram entregues aos vencedores em uma cerimônia de 2011.

### Década de 2020
| Ano         | Jogo                                      | Desenvolvedora(s)               | Publicadora                    | Ref.          |
| ----------- | ----------------------------------------- | ------------------------------- | ------------------------------ | ------------- |
| 2020 (24th) | Hades                                     | Supergiant Games                | Supergiant Games               | [ 43 ] [ 44 ] |
| 2020 (24th) | Animal Crossing: New Horizons             | Nintendo EPD                    | Nintendo                       | [ 43 ] [ 44 ] |
| 2020 (24th) | Final Fantasy VII Remake                  | Square Enix Business Division 1 | Square Enix                    | [ 43 ] [ 44 ] |
| 2020 (24th) | Ghost of Tsushima                         | Sucker Punch Productions        | Sony Interactive Entertainment | [ 43 ] [ 44 ] |
| 2020 (24th) | The Last of Us Part II                    | Naughty Dog                     | Sony Interactive Entertainment | [ 43 ] [ 44 ] |
| 2021 (25th) | It Takes Two                              | Hazelight Studios               | Electronic Arts                | [ 45 ]        |
| 2021 (25th) | Deathloop                                 | Arkane Studios                  | Bethesda Softworks             | [ 45 ]        |
| 2021 (25th) | Inscryption                               | Daniel Mullins Games            | Devolver Digital               | [ 45 ]        |
| 2021 (25th) | Ratchet & Clank: Rift Apart               | Insomniac Games                 | Sony Interactive Entertainment | [ 45 ]        |
| 2021 (25th) | Returnal                                  | Housemarque                     | Sony Interactive Entertainment | [ 45 ]        |
| 2022 (26th) | Elden Ring                                | FromSoftware                    | Bandai Namco Entertainment     | [ 46 ] [ 47 ] |
| 2022 (26th) | God of War Ragnarök                       | Santa Monica Studio             | Sony Interactive Entertainment | [ 46 ] [ 47 ] |
| 2022 (26th) | Horizon Forbidden West                    | Guerrilla Games                 | Sony Interactive Entertainment | [ 46 ] [ 47 ] |
| 2022 (26th) | Stray                                     | BlueTwelve Studios              | Annapurna Interactive          | [ 46 ] [ 47 ] |
| 2022 (26th) | Vampire Survivors                         | Luca Galante                    | Luca Galante                   | [ 46 ] [ 47 ] |
| 2023 (27th) | Baldur's Gate III                         | Larian Studios                  | Larian Studios                 | [ 48 ] [ 49 ] |
| 2023 (27th) | Alan Wake 2                               | Remedy Entertainment            | Epic Games                     | [ 48 ] [ 49 ] |
| 2023 (27th) | Cocoon                                    | Geometric Interactive           | Annapurna Interactive          | [ 48 ] [ 49 ] |
| 2023 (27th) | Marvel's Spider-Man 2                     | Insomniac Games                 | Sony Interactive Entertainment | [ 48 ] [ 49 ] |
| 2023 (27th) | The Legend of Zelda: Tears of the Kingdom | Nintendo EPD                    | Nintendo                       | [ 48 ] [ 49 ] |

Legenda
A 1.ª coluna é baseada no ciclo de premiação do ano civil anterior à data da cerimônia de premiação; por exemplo, todos os prêmios dados para "2020" foram entregues aos vencedores em uma cerimônia de 2021.

## Múltiplas indicações e prêmios
A Nintendo é a desenvolvedora com o maior número de indicações a Jogo do Ano, com quatorze no total. Ela também está empatada com Blizzard Entertainment, Infinity Ward, Santa Monica Studio, Naughty Dog, BioWare e Bethesda Game Studio, cada uma com dois títulos premiados de Jogo do Ano, o que as coloca no topo entre as desenvolvedoras. Já a Insomniac Games é a desenvolvedora com o maior número de indicações sem nenhum prêmio.
A Sony publicou o maior número de jogos indicados e vencedores do prêmio de Jogo do Ano. Ela teve duas sequências de vitórias consecutivas: a primeira com LittleBigPlanet em 2009 e Uncharted 2: Among Thieves em 2010 e a segunda com Journey em 2013 e The Last of Us em 2014. A única outra publicadora com vitórias consecutivas é a Nintendo, com GoldenEye 007 em 1998 e The Legend of Zelda: Ocarina of Time em 1999. Curiosamente, a Rockstar Games possui o maior número de jogos indicados ao prêmio, mas nunca saiu vitoriosa.
| Desenvolvedora              | Indicações | Prêmios |
| --------------------------- | ---------- | ------- |
| Nintendo                    | 14         | 2       |
| BioWare                     | 5          | 2       |
| Naughty Dog                 | 5          | 2       |
| Bethesda Game Studios       | 4          | 2       |
| Blizzard Entertainment      | 4          | 2       |
| Infinity Ward               | 4          | 2       |
| Santa Monica Studio         | 4          | 2       |
| Rare                        | 4          | 1       |
| Valve                       | 4          | 1       |
| Bungie                      | 3          | 1       |
| DICE                        | 2          | 1       |
| Epic Games                  | 2          | 1       |
| FromSoftware                | 2          | 1       |
| Insomniac Games             | 6          | 0       |
| Ubisoft Montreal            | 5          | 0       |
| Rockstar North              | 4          | 0       |
| SquareSoft/Square Enix      | 4          | 0       |
| EA Canada                   | 3          | 0       |
| Ensemble Studios            | 3          | 0       |
| Firaxis Games               | 3          | 0       |
| Harmonix                    | 3          | 0       |
| Remedy Entertainment        | 3          | 0       |
| Guerrilla Games             | 2          | 0       |
| 2K Boston/Irrational Games  | 2          | 0       |
| LucasArts                   | 2          | 0       |
| Japan Studio                | 2          | 0       |
| Kojima Productions          | 2          | 0       |
| Monolith Productions        | 2          | 0       |
| Namco                       | 2          | 0       |
| Rocksteady Studios          | 2          | 0       |
| Sega AM2/AM3                | 2          | 0       |
| Westwood Pacific/EA Pacific | 2          | 0       |

| Publicadora                            | Indicações | Prêmios |
| -------------------------------------- | ---------- | ------- |
| Sony Interactive Entertainment         | 28         | 6       |
| Electronic Arts                        | 17         | 5       |
| Nintendo                               | 20         | 3       |
| Microsoft/Xbox Game Studios            | 12         | 3       |
| Activision                             | 8          | 2       |
| Bethesda Softworks                     | 5          | 2       |
| Blizzard Entertainment                 | 3          | 2       |
| Namco/Bandai Namco Entertainment       | 5          | 1       |
| Valve                                  | 4          | 1       |
| Sierra Entertainment                   | 2          | 1       |
| Rockstar Games                         | 7          | 0       |
| Ubisoft                                | 6          | 0       |
| 2K Games                               | 5          | 0       |
| Sega                                   | 4          | 0       |
| SquareSoft/Square Enix                 | 4          | 0       |
| Annapurna Interactive                  | 3          | 0       |
| LucasArts                              | 3          | 0       |
| Warner Bros. Interactive Entertainment | 3          | 0       |
| Acclaim Entertainment                  | 2          | 0       |
| Interplay Entertainment                | 2          | 0       |
| Konami                                 | 2          | 0       |
| RedOctane                              | 2          | 0       |

### Franquias
A franquia mais indicada ao prêmio de Jogo do Ano é The Legend of Zelda, com oito indicações. Call of Duty, The Legend of Zelda e God of War são as únicas franquias a terem vencido o prêmio duas vezes. A franquia Grand Theft Auto acumula o maior número de indicações sem ter conquistado sequer uma vitória nesta categoria. Final Fantasy VII Remake é o primeiro e único remake a ser indicado ao prêmio, superando até mesmo outros jogos que eram remakes de jogos indicados anteriormente.
| Franquia            | Indicações | Prêmios |
| ------------------- | ---------- | ------- |
| The Legend of Zelda | 8          | 2       |
| Call of Duty        | 5          | 2       |
| God of War          | 4          | 2       |
| Half-Life           | 3          | 1       |
| Uncharted           | 3          | 1       |
| Battlefield         | 2          | 1       |
| Dragon Age          | 2          | 1       |
| Fallout             | 2          | 1       |
| Halo                | 2          | 1       |
| The Elder Scrolls   | 2          | 1       |
| The Last of Us      | 2          | 1       |
| Baldur's Gate       | 2          | 1       |
| Grand Theft Auto    | 4          | 0       |
| Age of Empires      | 3          | 0       |
| Final Fantasy       | 3          | 0       |
| Ratchet & Clank     | 3          | 0       |
| Animal Crossing     | 2          | 0       |
| Assassin's Creed    | 2          | 0       |
| Banjo-Kazooie       | 2          | 0       |
| Batman: Arkham      | 2          | 0       |
| BioShock            | 2          | 0       |
| Command & Conquer   | 2          | 0       |
| Far Cry             | 2          | 0       |
| Guitar Hero         | 2          | 0       |
| Horizon             | 2          | 0       |
| Marvel's Spider-Man | 2          | 0       |
| Metal Gear          | 2          | 0       |
| Pokémon             | 2          | 0       |
| Portal              | 2          | 0       |
| Red Dead            | 2          | 0       |
| Sid Meier           | 2          | 0       |
| SSX                 | 2          | 0       |
| Star Wars           | 2          | 0       |
| Super Mario         | 2          | 0       |
| Warcraft            | 2          | 0       |